# 帝王谷
帝王谷（羅馬化：Wādī al Mulūk）或被稱為國王之門谷（羅馬化：Wādī Abwāb al-Mulūk）是位于埃及的一個山谷，埋葬古埃及新王國時期18到20王朝的法老和贵族而聞名。
帝王谷位於底比斯（現盧克索）對面的尼羅河西岸 ，位於底比斯墓地的中心地帶。乾河由兩個山谷組成：東谷（大部分皇家陵墓所在的地方）和西谷（猴子谷）。
隨著2005年發現一個新墓室和2008年發現另外兩個墓穴入口，帝王谷已知有63座墓葬和墓室（大小從簡單的KV54到擁有超過120個房間的KV5）。它是埃及新王國主要王室成員以及一些特權貴族的主要墓地。始于图特摩斯一世时期终于拉美西斯十世或十一世时期，皇家陵墓裝飾著埃及神話中的場景，並提供有關該時期信仰和喪葬習俗的線索。幾乎所有的陵墓似乎都在古代被打開和搶劫過。
自十八世紀末以來，帝王谷地區一直是考古和埃及學探索的重點，其墓葬和規模繼續激發著考古學家對此的研究和興趣。自1920年代以來，該山谷以發現圖坦卡蒙之墓而聞名，成為世界上最著名的考古遺址之一。1979年，它與底比斯墓地的其餘部分被聯合國教科文組織登錄為世界文化遺產。當代，山谷繼續進行勘探、挖掘和保護，最近開設了一個新的旅遊中心。

## 名称
帝王谷的官方名称是「The Great and Majestic Necropolis of the Millions of Years of the Pharaoh, Life, Strength, Health in The West of Thebes」，或者更常见的「Ta-sekhet-ma'at」（The Great Field）。
| G41 | G1 | Aa1 · D21 | O1 | O29 · Y1 | A50 | s | Z4 · Y1 | G7 | N35 | C11 | Z2 · N35 | M4 | M4 | M4 | t · Z2 · N35 | O29 · O1 · O1 | G7 | S34 | U28 | s | D2 · Z1 | R14 | t · t | N23 · Z1 · N35 | R19 | t · O49 | G7 |

## 地质

帝王谷地質結構

帝王谷中的岩石质地不一。陵墓的修建需要穿过多层不同质地的石灰岩。这使得现在的文物保护工作者和当时的陵墓设计师面临着相同的问题。修建计划因此需要不断的修改。最严重的问题是页岩层。这种材料遇水会膨胀。这将毁坏许多陵墓，特别是在发洪水的时候。

## 重要陵墓
陵墓以从拉美西斯七世 （KV1）到妮赫美斯·贝斯特（KV64）的发现顺序编号，尽管一些陵墓古时就被发掘，而 KV5 最近才被重新发掘。有些陵墓是空的，有些的主人仍然未知，还有些只是用来储物的坑。下面只列举主要的陵墓（向公众开放的或著名的）。

### 东谷
许多发掘出的陵墓都坐落在东谷，这里也是游客最多的地方。

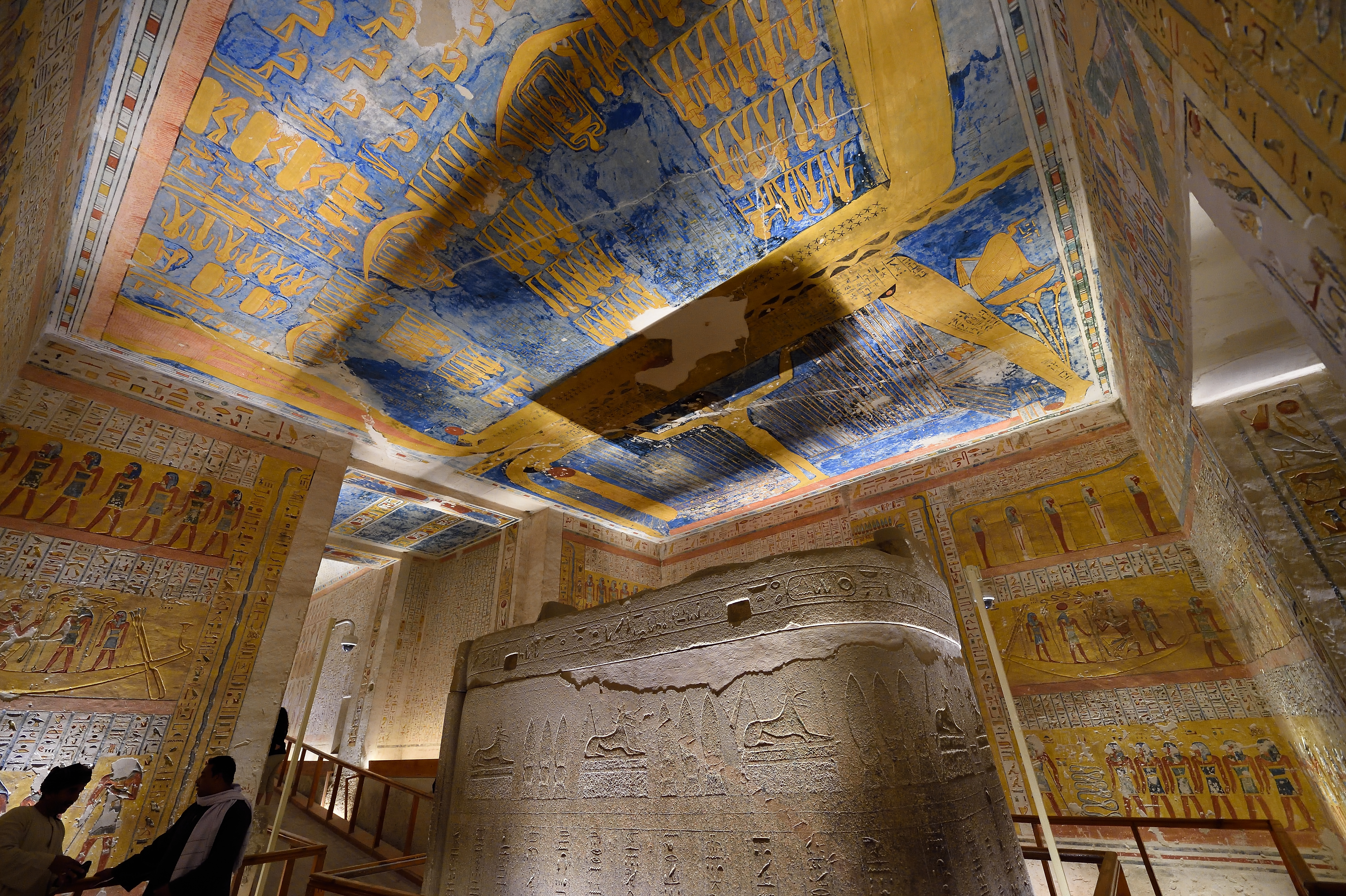
KV2的內牆與天花板裝飾。
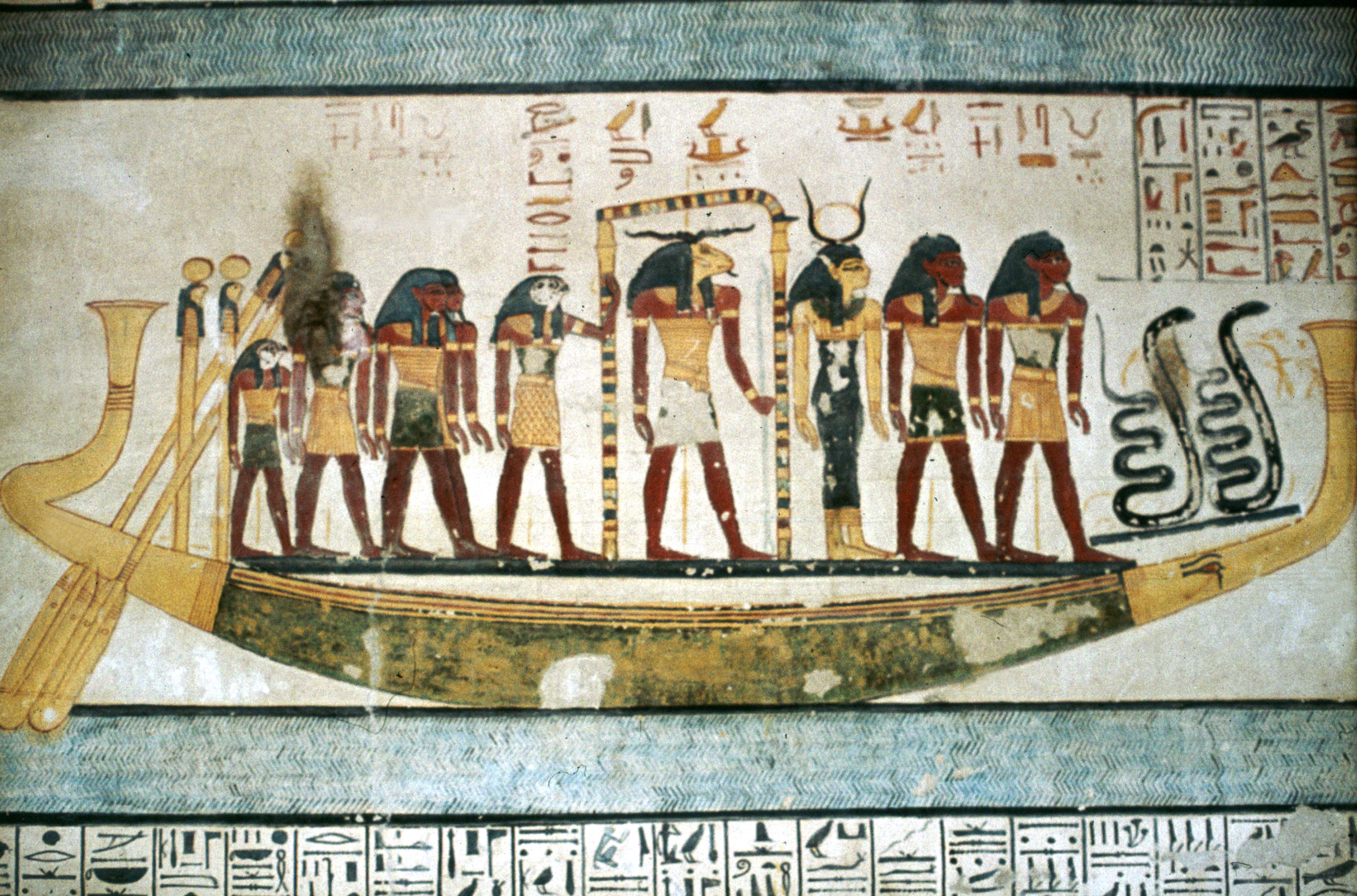
KV6的壁畫
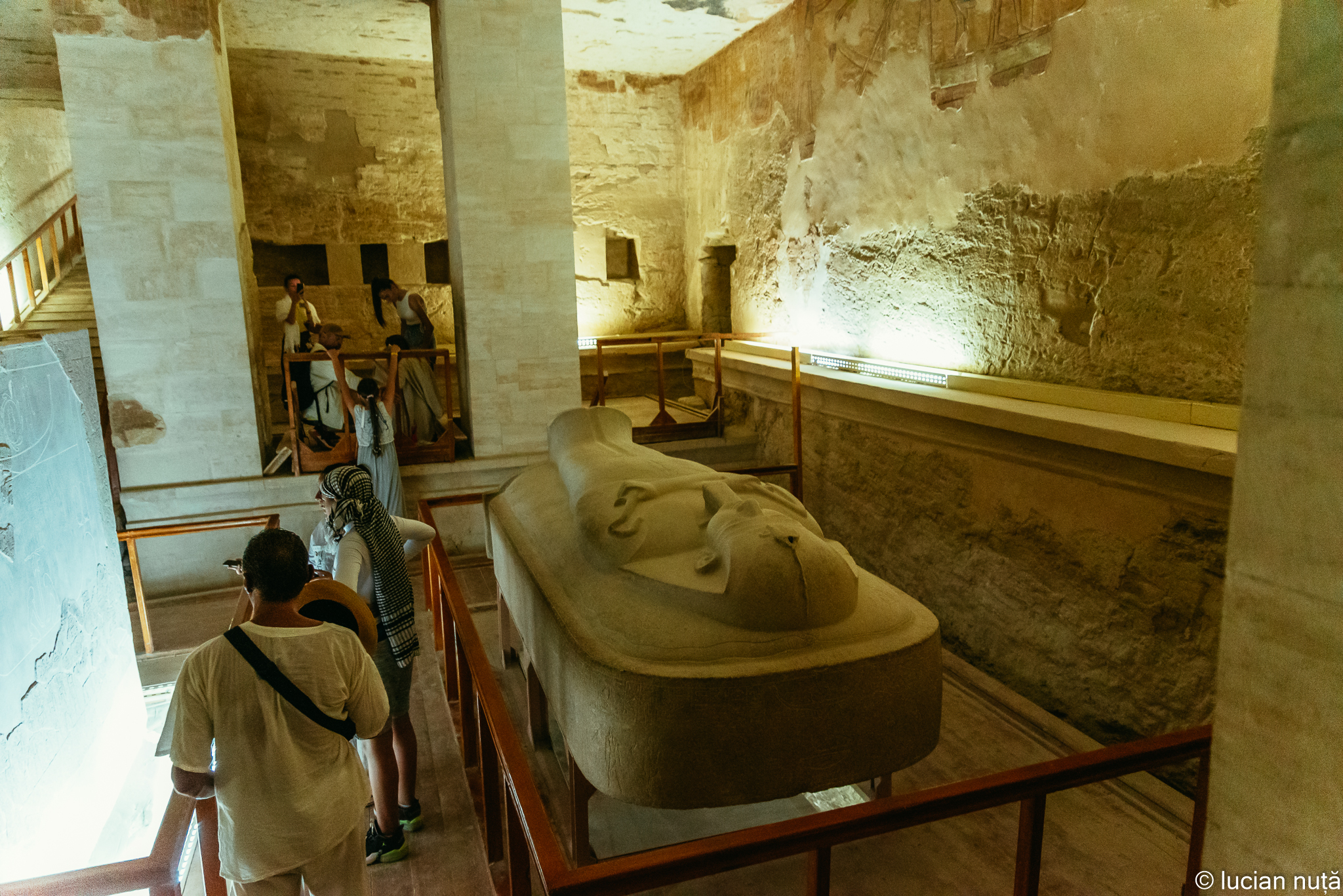
KV8展示的麦伦普塔石棺
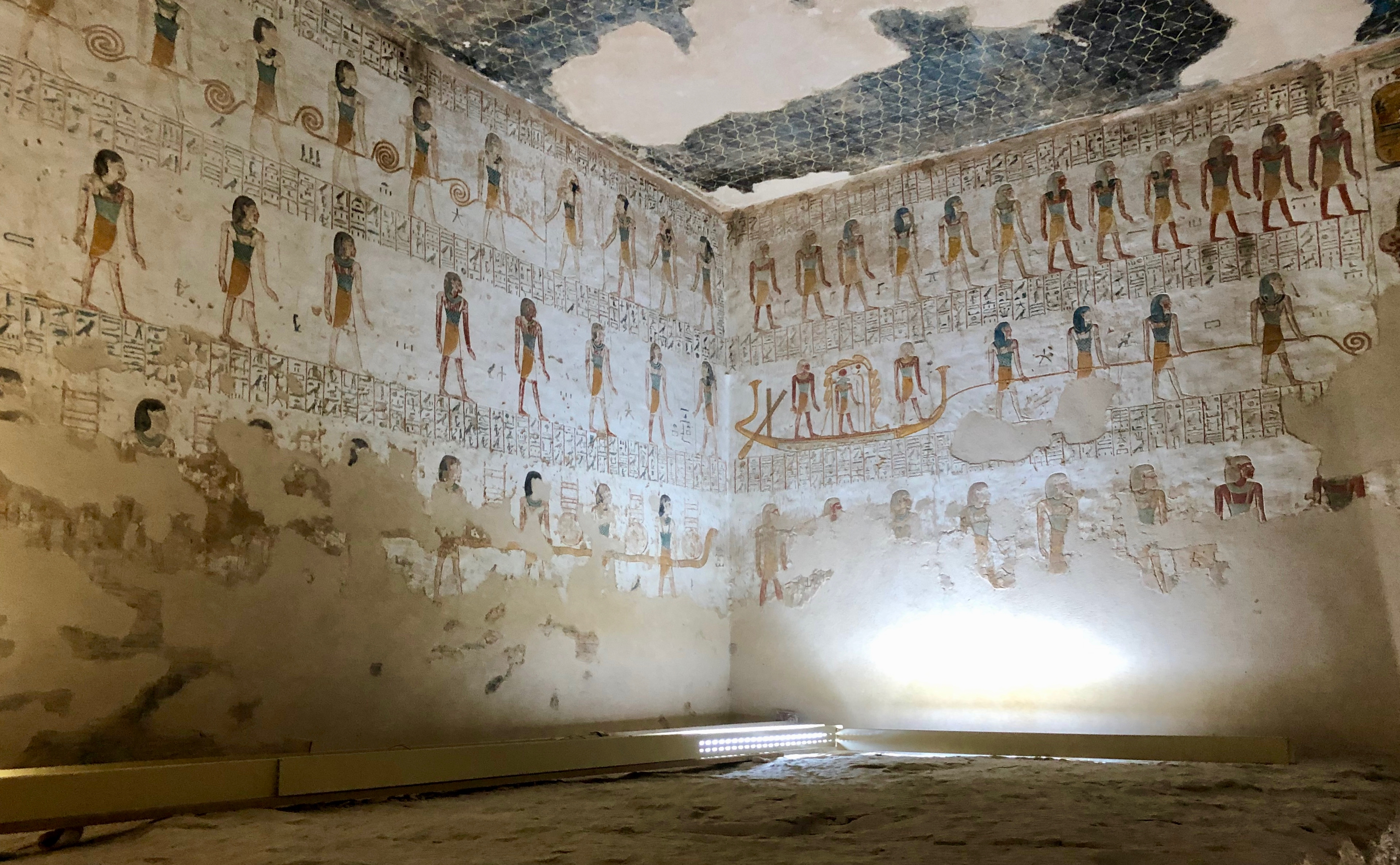
KV8的壁畫

KV1
拉美西斯七世的陵墓。與其他二十王朝的墓葬相比規模較小。墓道內的裝飾有《地狱之书》、《洞穴之書》和《地球之書》的插圖。現開放遊客參觀。
KV2
拉美西斯四世的陵墓。陵墓內的雕刻幾乎完整無缺，刻有的銘文包括有《拉之連禱》、《洞穴之書》、《亡靈書》、《陰間書》、《天堂之書》及《地獄之書》等，現開放遊客參觀。拉美西斯四世的木乃伊後來於KV35發現，目前藏於開羅的埃及博物館。
KV4
原拉美西斯十一世的陵墓，該墓最初是為埋葬拉美西斯十一世而建的，但該墓穴後來遭到廢棄。
KV5
拉美西斯二世之子的陵墓，儘管部分結構早在1825年就已挖掘，但其真實範圍則在1995年由肯特·R·威克斯和他的勘探團隊發現的。這座陵墓現在被認為是帝王谷中最大的陵墓。该陵墓现知有120个墓室。并未向公众开放。
KV6
拉美西斯九世的陵墓。考古證據和它所包含的裝飾表明，這座陵墓並沒有在拉美西斯去世前及時完工。現開放遊客參觀。
KV7
拉美西斯二世的陵墓
KV8
麦伦普塔的陵墓。墓室位於160米長廊的盡頭，原本安放著一套四具嵌套的石棺。現開放遊客參觀。

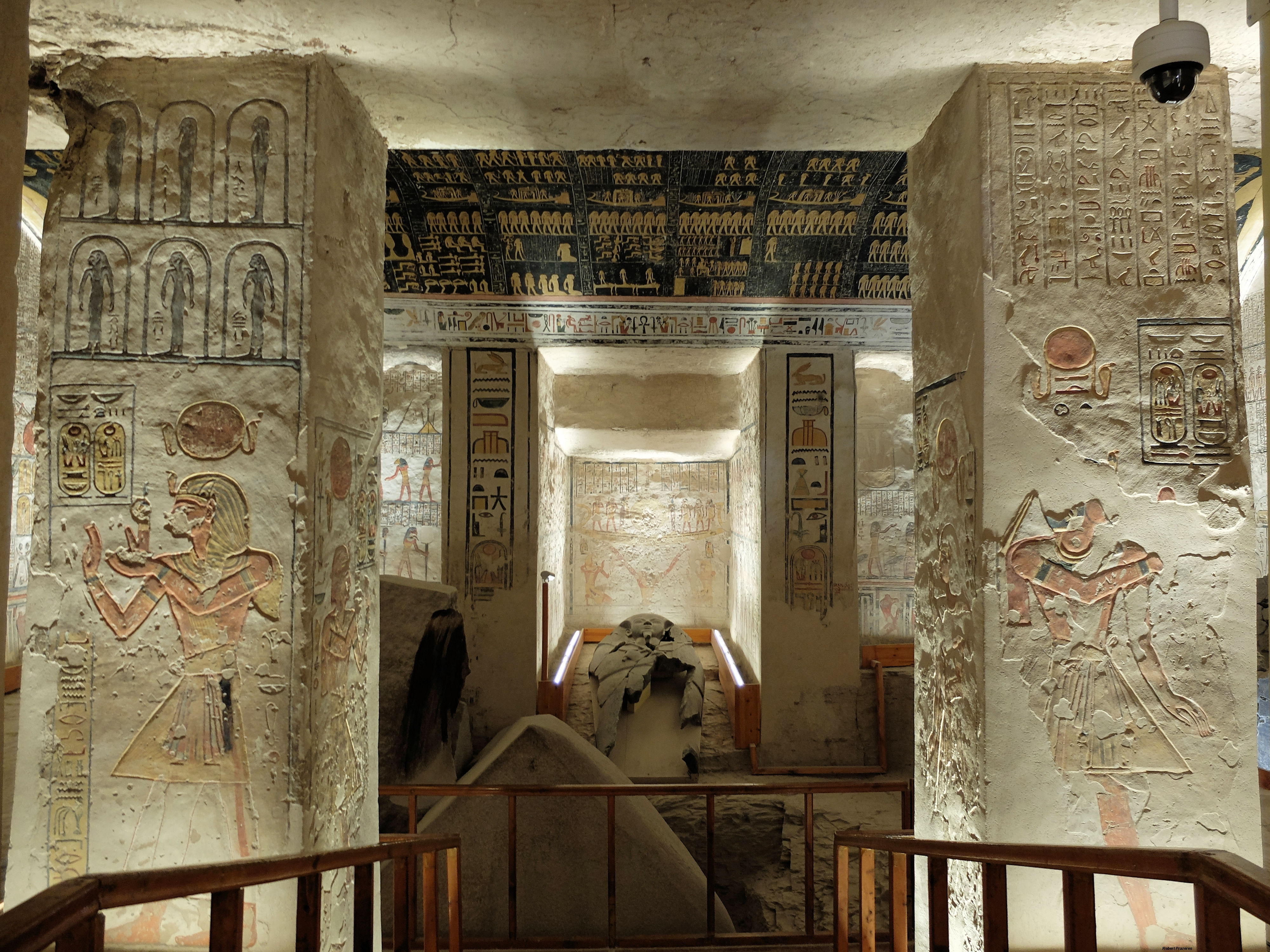
KV9墓室入口處的景色
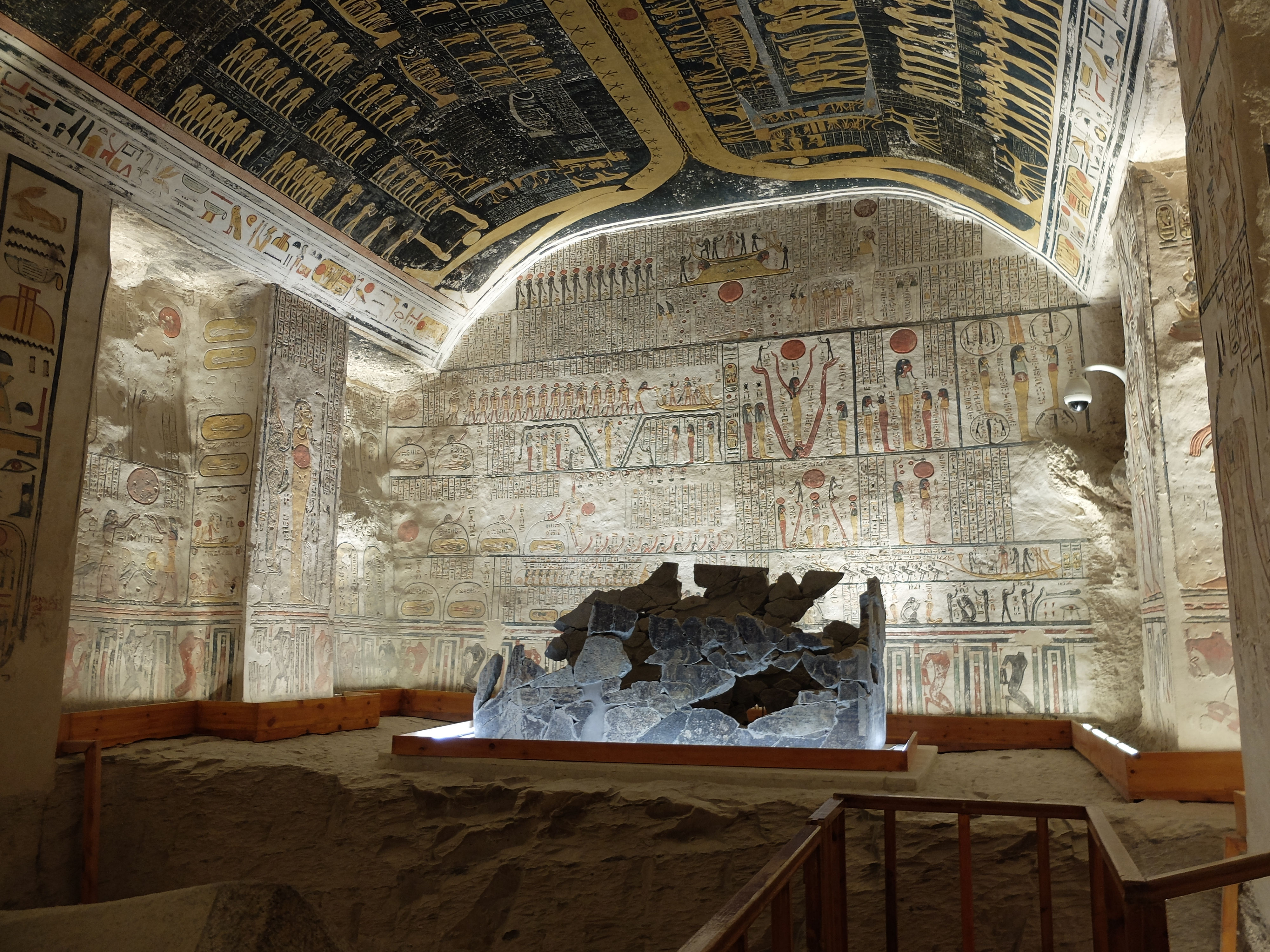
KV9的拉美西斯五世之墓
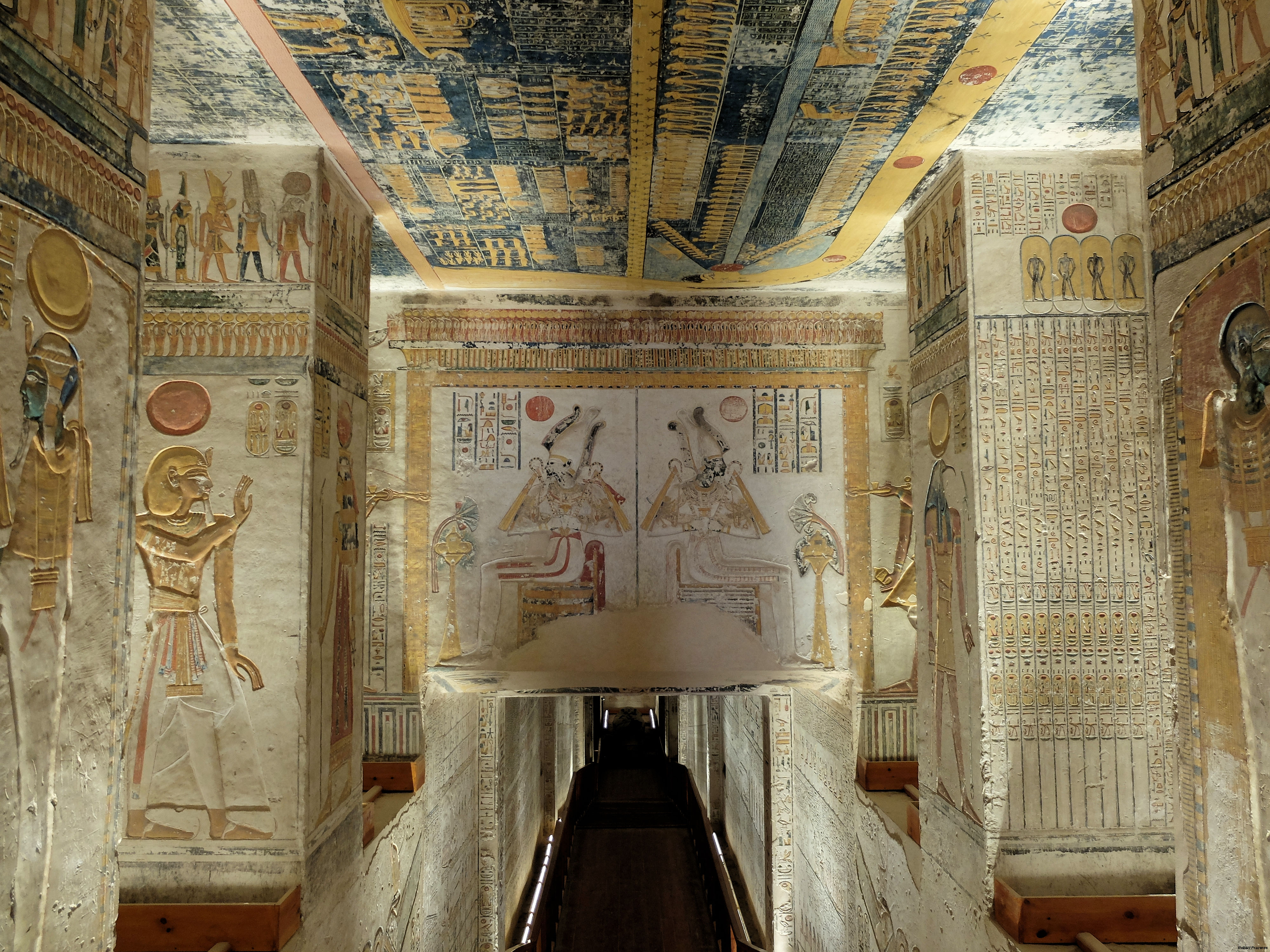
KV9的第一廳和柱廳；在中間可以看到描繪奧西里斯的場景
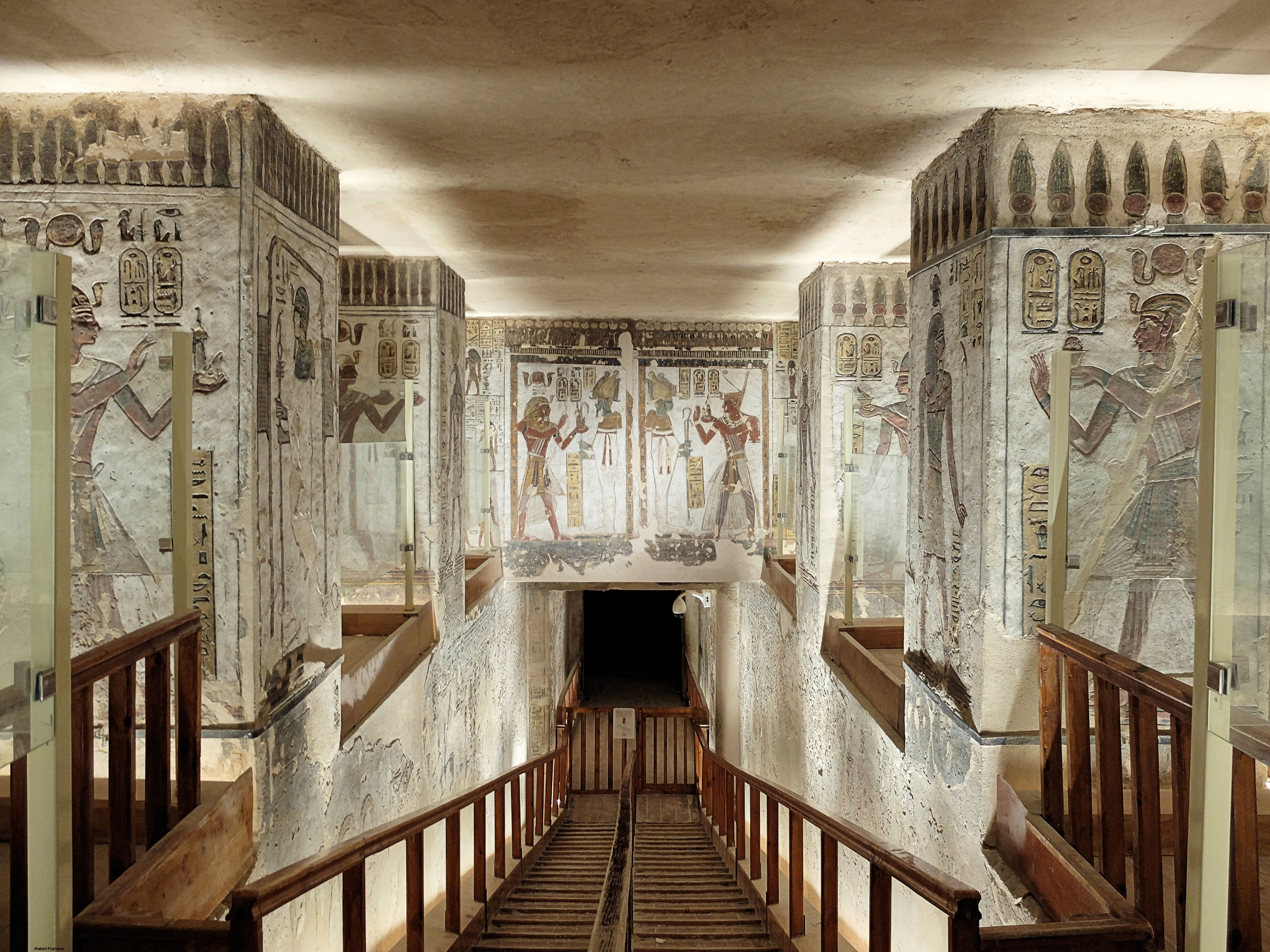
KV11的第一廳和柱廳

KV9
也称为Tomb of Memnon或La Tombe de la Métempsychose, 是拉美西斯五世和拉美西斯六世的陵墓。這座陵墓擁有帝王谷最多樣化的裝飾，現開放遊客參觀。
KV10
阿蒙麦西斯的陵墓。
KV11
拉美西斯三世的陵墓 (或Bruce's Tomb, The Harper's Tomb) 是帝王谷中最大的陵墓之一，它位于中央休息区，通常是游客必经的陵墓之一。現開放遊客參觀。

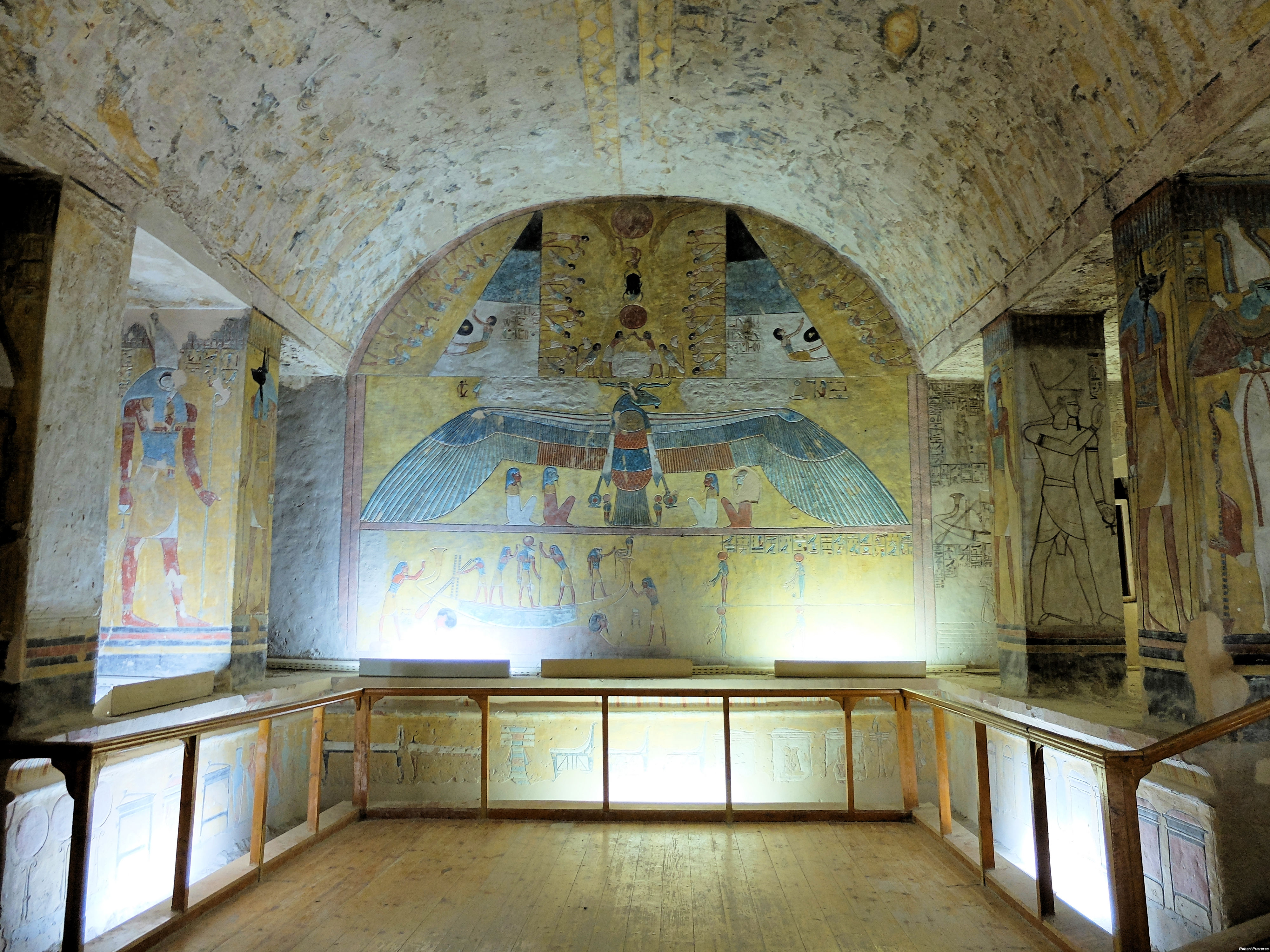
KV14
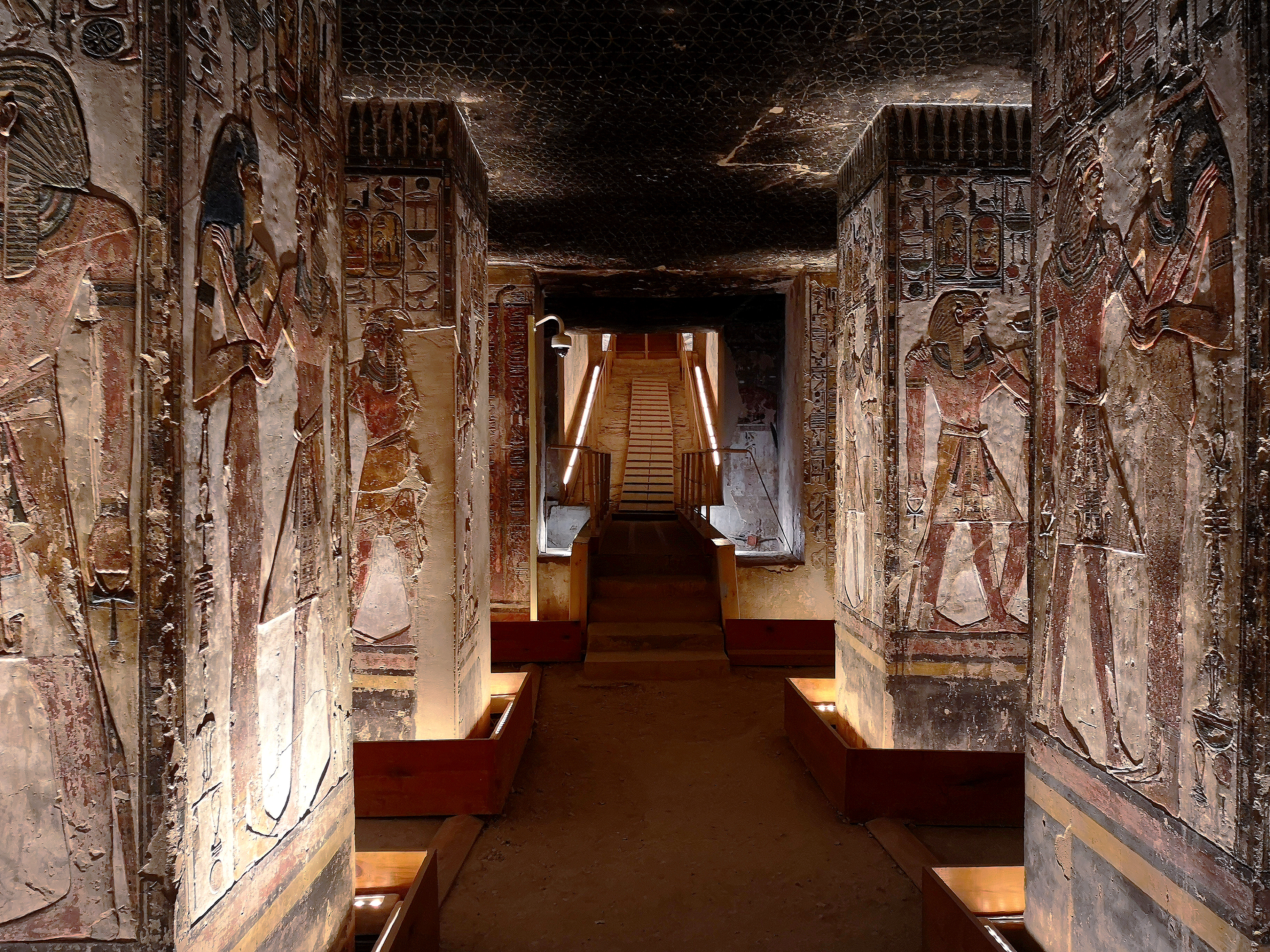
KV17的上柱廳
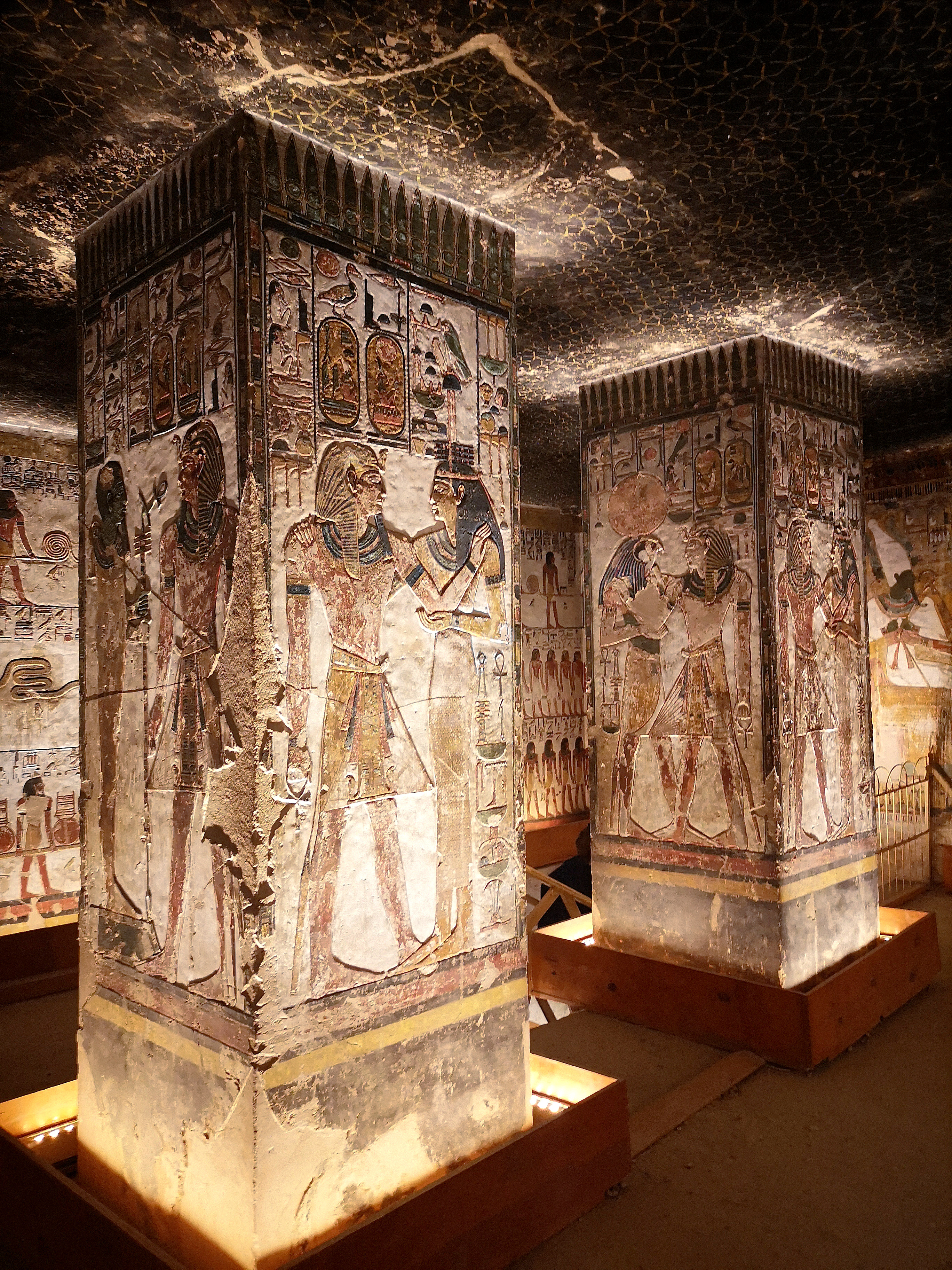
KV17的柱子
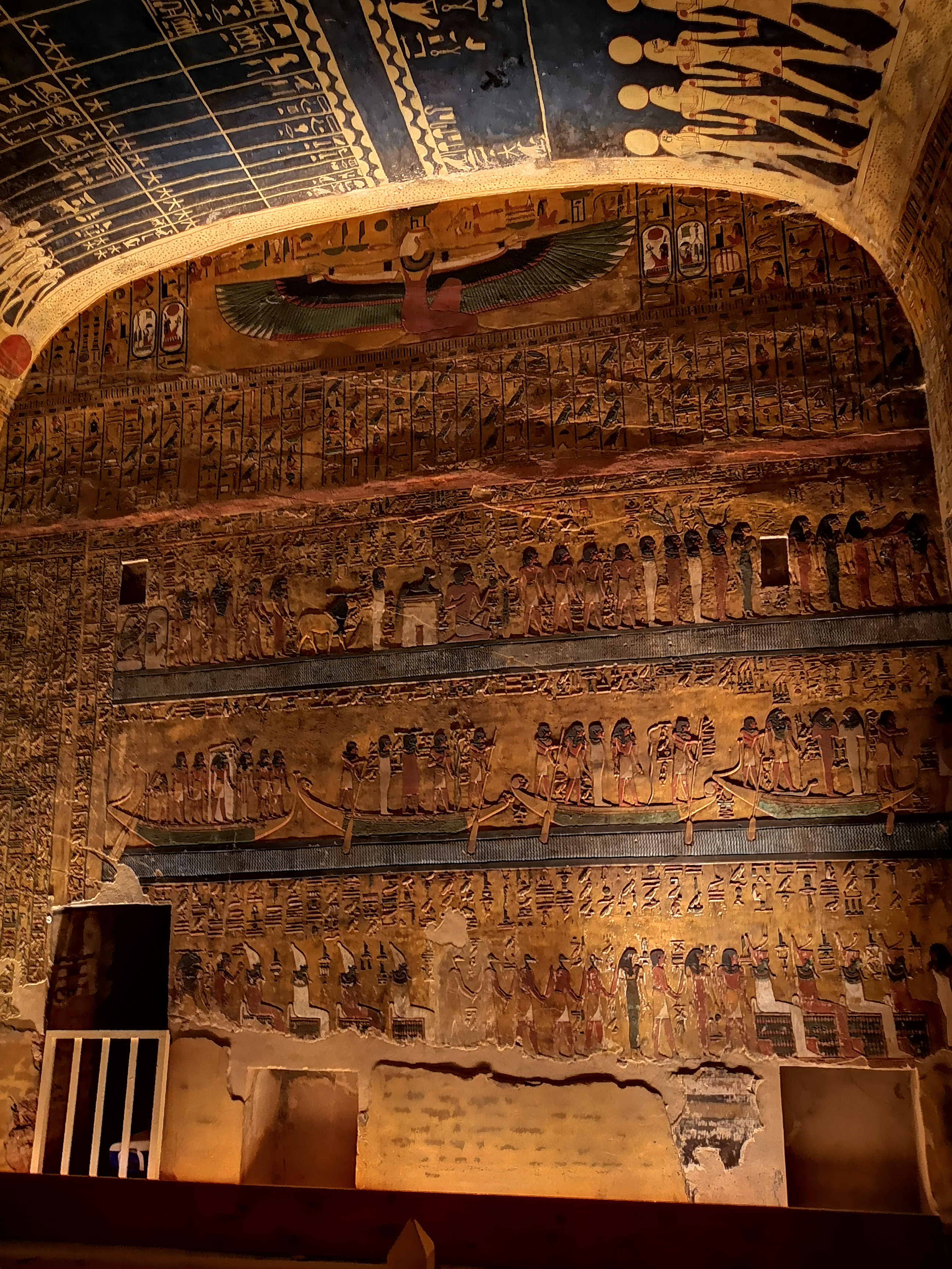
KV17的墓室
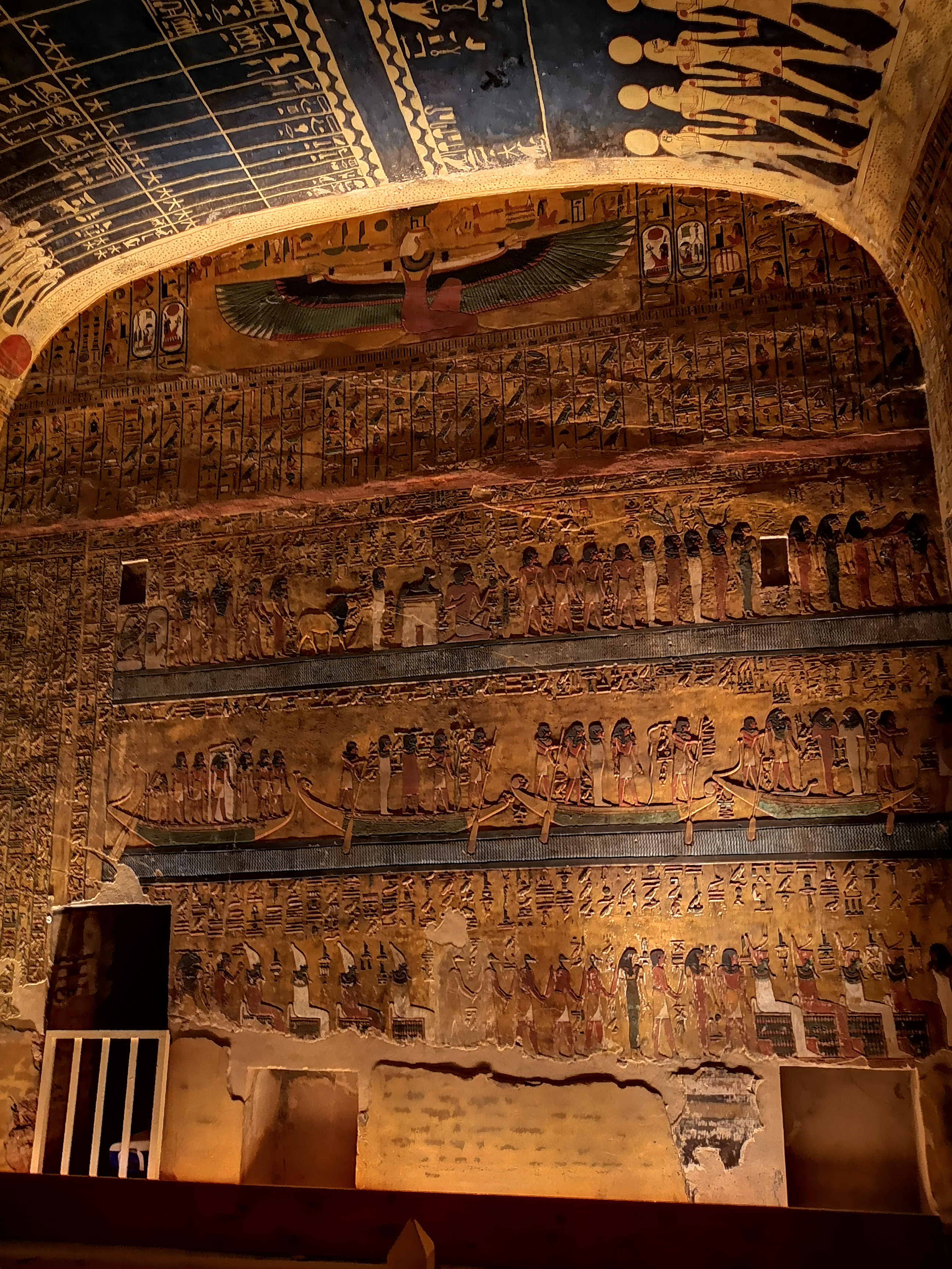
KV17的墓室
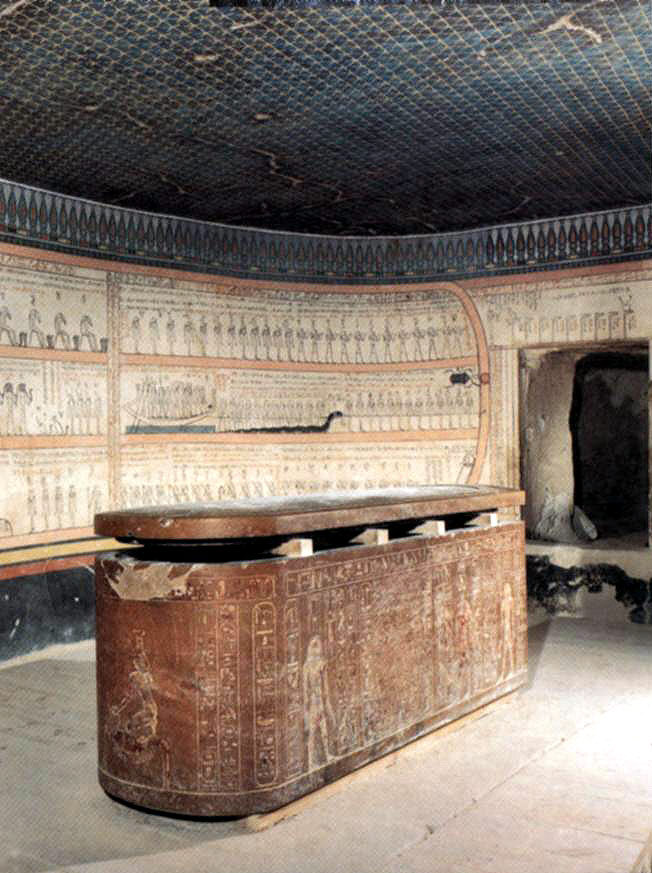
KV34的石棺

KV14
塔沃斯塔王后的陵墓，后来被塞特纳赫特使用。後來的擴建使該墓成為最大的皇家陵墓之一，超過112公尺。現開放遊客參觀。
KV15
塞提二世的陵墓。現開放遊客參觀。
KV16
拉美西斯一世的陵墓。
KV17
塞提一世的陵墓，也被称为Belzoni's tomb, the tomb of Apis, 或the tomb of Psammis, son of Necho.，這是帝王谷中規模較大也是最深的墓，同時保存的壁畫也是最完整的，而為了保護墓中珍貴壁畫，KV17未曾開放參觀，甚至連研究人員要進入都必須經過申請，直到2016年重新向公眾開放。
KV18
拉美西斯十世的陵墓，其結構較不完整。
KV20
图特摩斯一世与哈特谢普苏特的陵墓，陵墓的佈局不同尋常，由一系列五個彎曲的下降走廊組成。
KV34
圖特摩斯三世的陵墓。
KV35
这个陵墓最初是阿蒙霍特普二世的陵墓。 大约几十个木乃伊，多数是皇家的，被重新安置在此 (see list).
KV38
圖特摩斯一世的陵墓。
KV39
也许是阿蒙霍特普一世的陵墓。
KV41
也许是特提舍丽女王的陵墓。

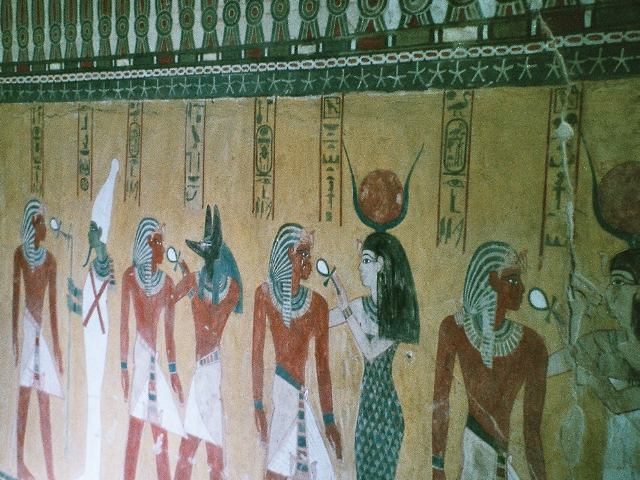
KV43的壁畫
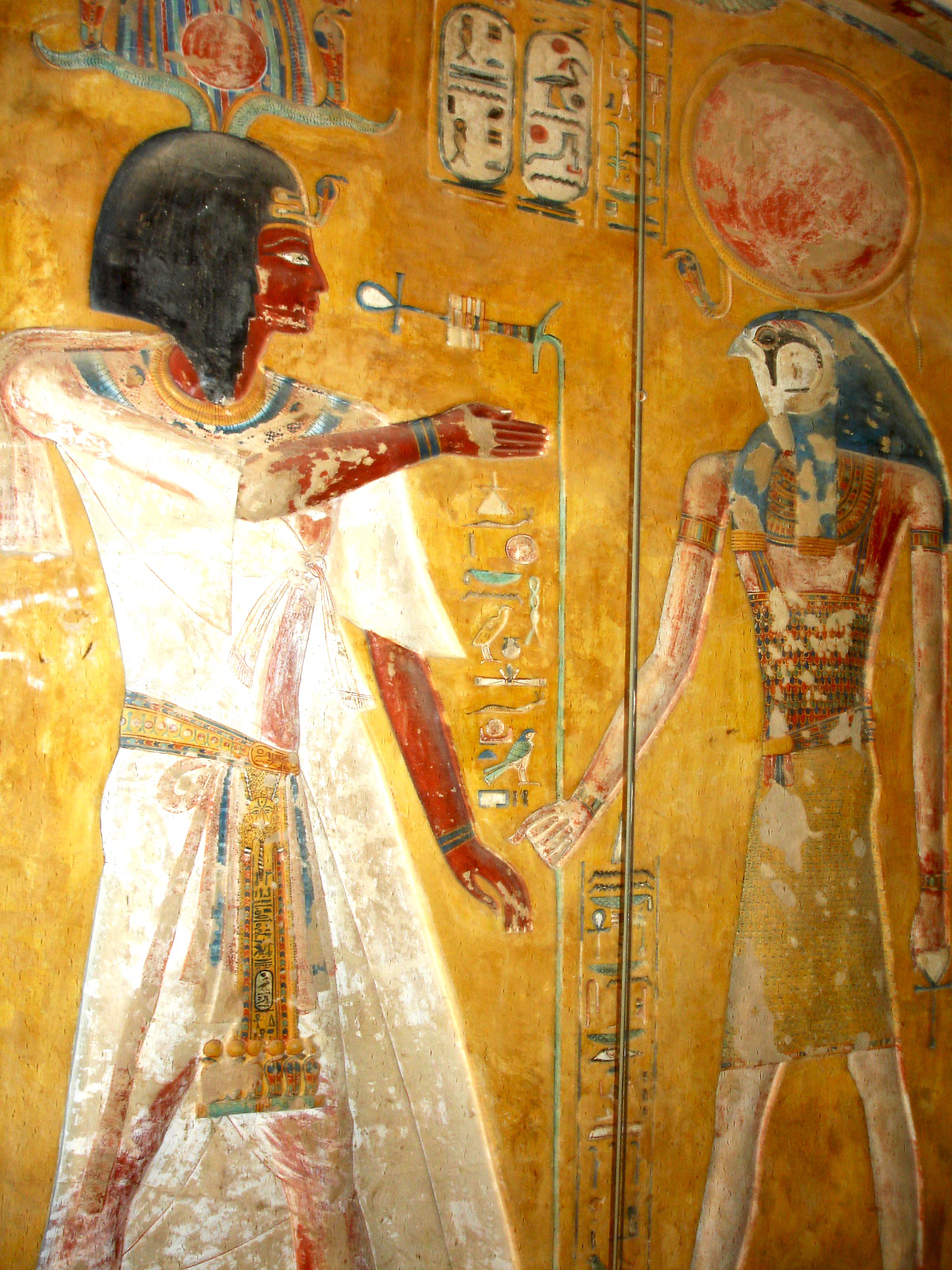
KV47的壁畫
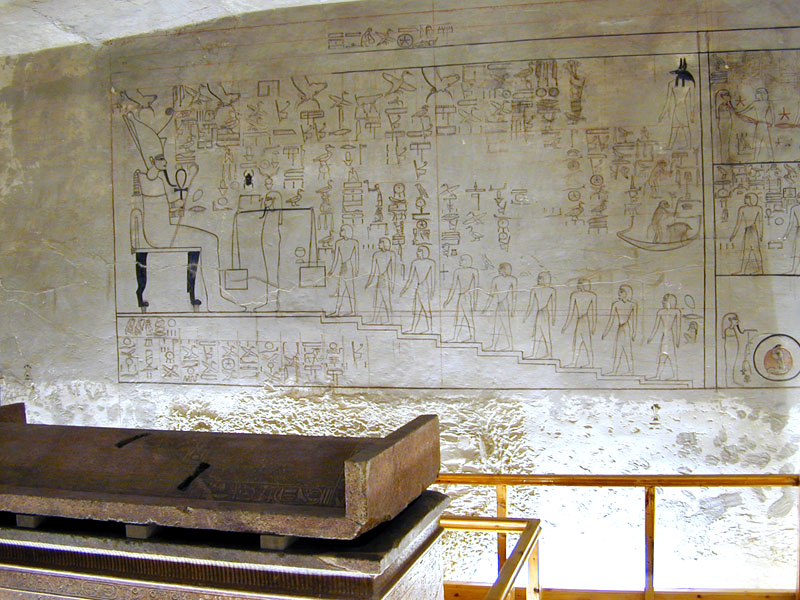
KV57未完成的壁畫和石棺
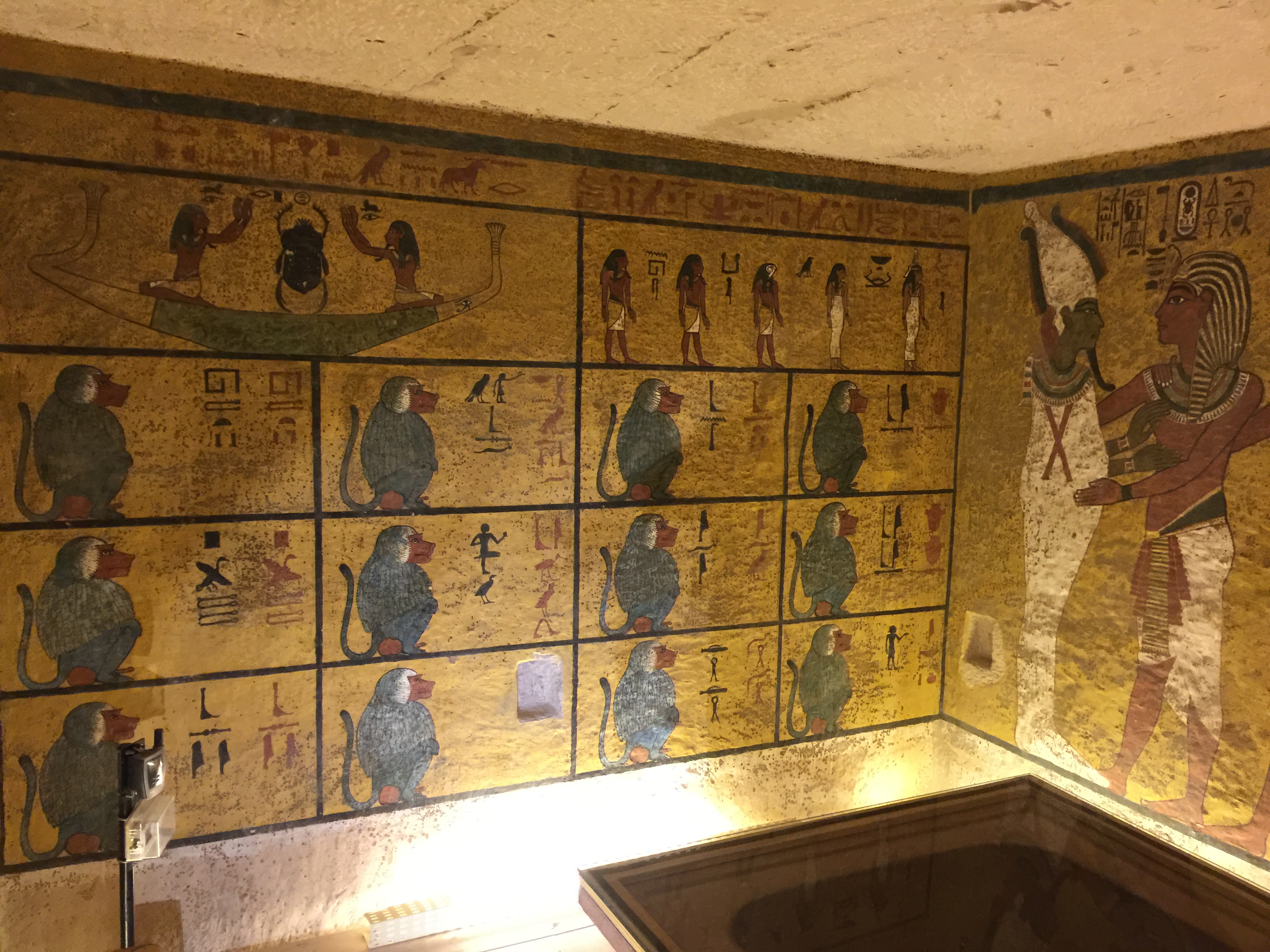
KV62墓室，牆壁裝飾與其他在帝王谷發現的其他皇家陵墓相比較樸素。
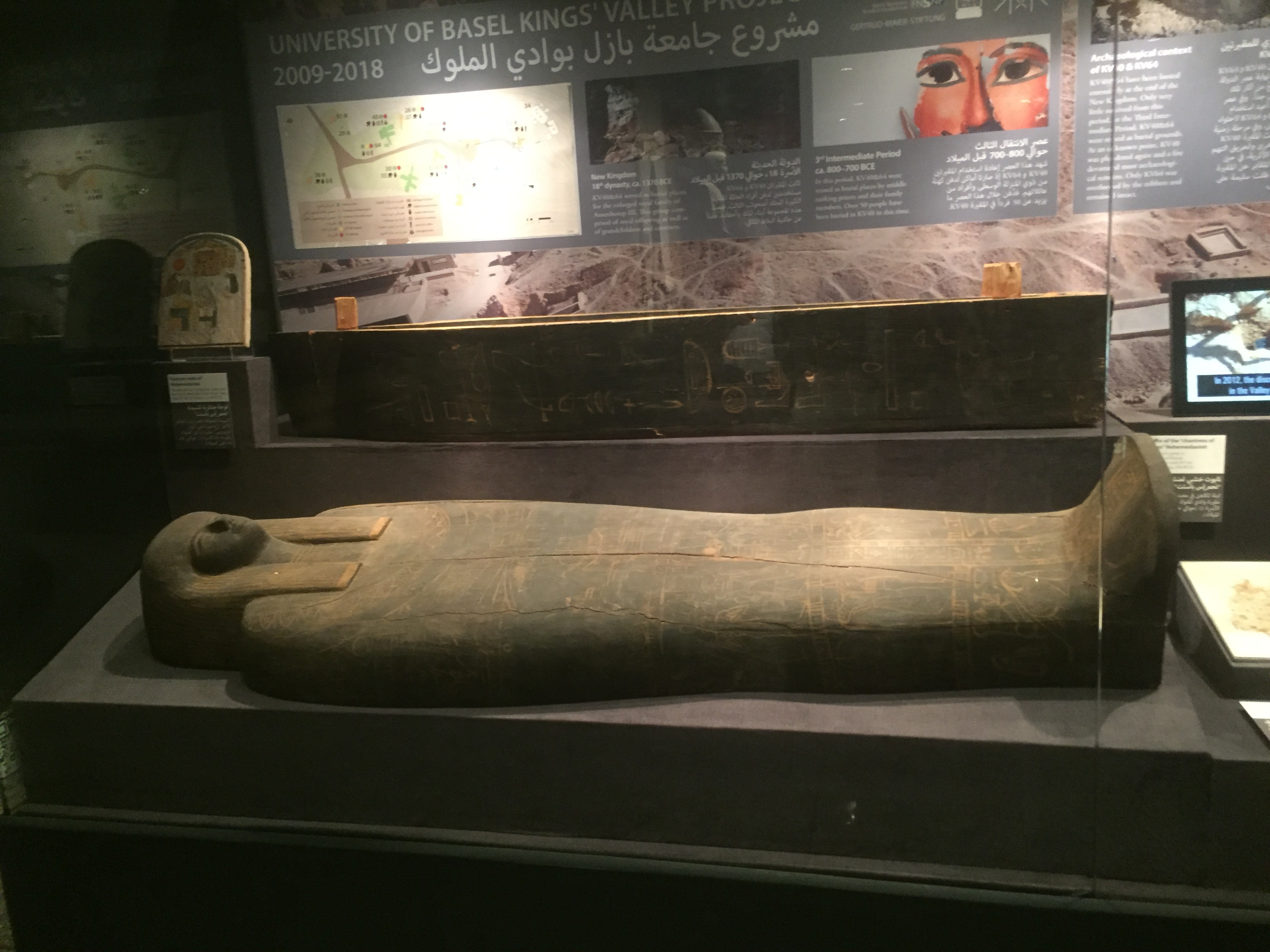
KV64的棺材和石碑，現在於盧克索博物館展出

KV43
圖特摩斯四世的陵墓。
KV46
贵族尤亚和图玉的陵墓，他们也许是王后泰伊的父母。它於1905年2月由英國古物總督察詹姆斯·奎貝爾在美國百萬富翁西奧多·戴維斯的贊助下發現，一直到圖坦卡門的陵墓被发现前，它一直是帝王谷中保留最完整的陵墓。
多數發現品目前於埃及博物館和大都會藝術博物館展示。
KV47
西普塔的陵墓，目前開放參觀。
KV55
也许是阿尔马奈时期的木乃伊隐藏地，并且可能埋藏着皇室成员 – 泰伊王后 和 斯蒙卡拉/阿肯那顿.
KV57
哈伦海布的陵墓
KV62
圖坦卡門的陵墓，是霍华德·卡特于1922年11月4日發現，是西方考古学上最重要的发现，整个清理以及保存过程持续到1932年。圖坦卡門陵墓是第一个发现并保持完整（尽管盗墓贼曾经光临过）的皇家陵墓。 它也是帝王谷中到目前为止最重要的发现。 尽管在墓中的藏品相当丰富，圖坦卡門仍然被认为是一个次要的帝王，其他的墓葬中也许有更大量的珍宝。
卡特所领导的考古队中的一些成员和后来的考古学家通过食品或动物（特别是昆虫）感染上了当地的致命病毒，并引发了法老的诅咒的传说。
KV63
可能是图坦卡蒙的母亲基亚或妻子安克姗海娜曼的陵墓，于2005年发现。
KV64
阿蒙女歌手妮赫美斯-贝斯特的陵墓，2011年发现。

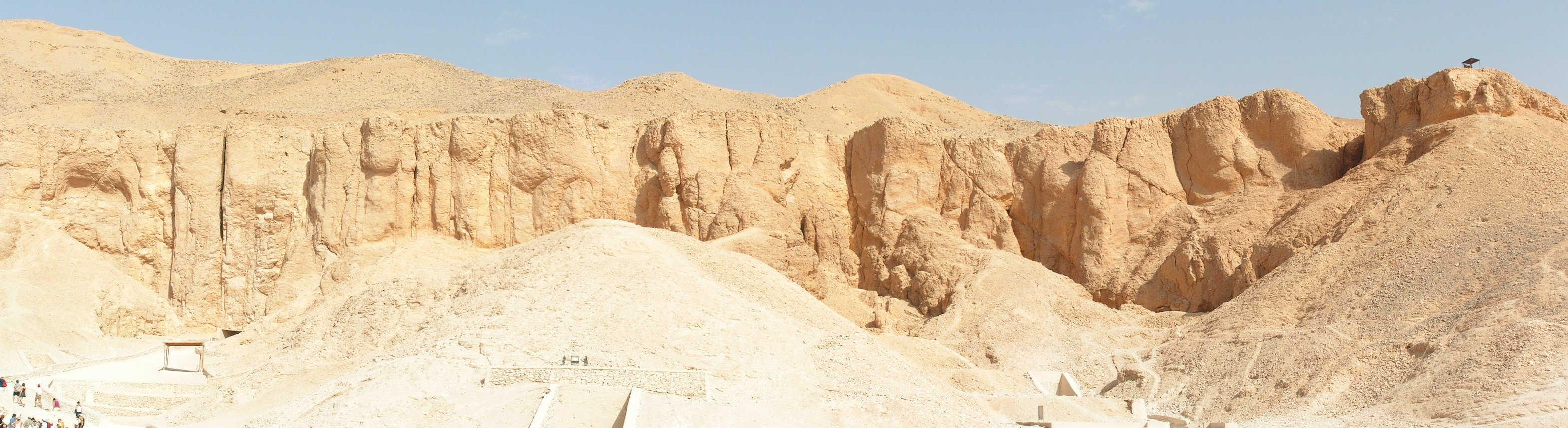
帝王谷全景

### 西帝王谷
西帝王谷的排序在东帝王谷之后，并且只存在四个已知的陵墓和几个窖藏。
WV22
阿蒙霍特普三世的陵墓，这里是古埃及新王国时期最伟大的统治者之一阿蒙霍特普三世的陵墓。它最近被重新发掘，尚未向公众开放。

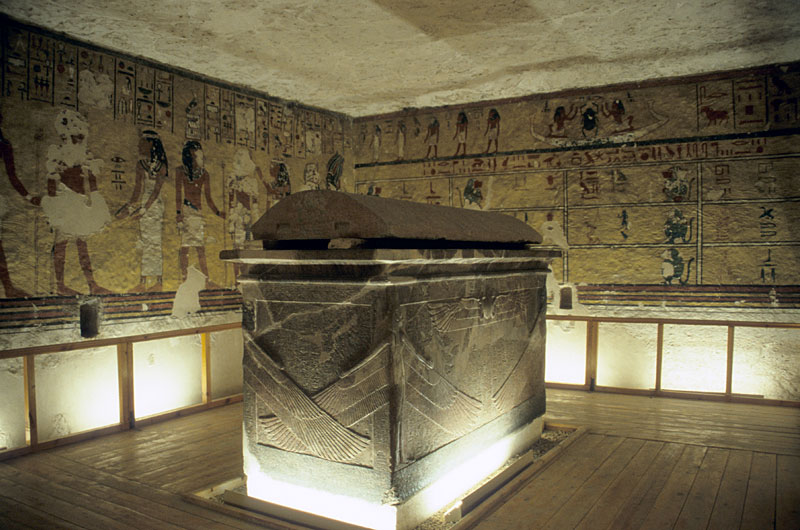
WV23
新修的阿伊陵墓，是西帝王谷中唯一向公众开放的陵墓。
WV24
并没有完成的陵墓。
WV25
也许是阿蒙霍特普四世的陵墓，但是它并没有完成。

## 探索
在過去的兩個世紀，帝王谷都是現代埃及學進行勘探的主要地方。在此之前，帝王谷在古代是旅遊景點（尤其在古罗马时代）。此地展示了古埃及研究的改變：由最初的盜墓演變為對整個底比斯墓地的精確發掘。撇除以下的發掘及研究，僅有十一個陵墓的資料完整地記錄下來。

### 古代
古希腊的斯特拉波（前1世紀）和西西里的狄奧多羅斯（1世紀）均记载底比斯王室墓葬共有47处，其中17处当时仍保存完好。保萨尼阿斯等古代作家也曾提到谷中管狀的通道，指的明顯就是帝王谷的陵墓。
许多墓葬都有古代旅游者留下的涂鸦。朱爾斯·巴耶（Jules Baillet）找到2100处希腊与拉丁文的涂鸦，并有少量其他如腓尼基文、賽普勒斯文、吕基亚文、科普特语等的塗鴉。大部分古代塗鴉都是在KV9發現的，有近千處之多，最早的塗鴉可追溯至公元前278年。

### 18世纪
在19世紀之前，由埃及前往底比斯（又或者在埃及本地往來）的交通是困難、費時及昂貴的，只有最刻苦耐勞的歐洲旅行家才會到來——在法國神父克勞德·西卡爾於1726年來到之前，沒有人知道底比斯的所在。人們知道它是在尼罗河沿岸的位置，但經常與孟斐斯及其他城市混淆。其中一名首位到達埃及的丹麥探險險家費雷德里克·路易·諾登（Frederic Louis Norden）記錄了他所看見的底比斯。其後理察·波寇克於1743年出版了第一幅帝王谷的現代地圖。

#### 法国探险队
1799年，拿破崙遠征埃及，隨軍的德農男爵（即多明尼克·韋馮）繪畫了帝王谷陵墓的地圖及平面圖，並第一次記錄了西谷這地方，阿蒙霍特普三世的陵墓（WV22））就是在當地發現。合共二十四冊的《埃及記述》中有兩冊亦介紹了底比斯附近的地區。

### 19世纪
由於商博良於十九世界初期對埃及象形文字的翻譯，推動了歐洲人在當時對底比斯附近地區的研究。在該世紀早期，受雇於亨利·薩爾特（Henry Salt）的乔瓦尼·巴蒂斯塔·贝尔佐尼發現了若干陵墓，包括在1816年發現位於西谷的阿伊陵墓（WV23）及在次年發現了塞提一世的陵墓（KV17）。最後，他宣稱已發現所有的陵墓，在該地不會再有新的發現。同時在該地進行發掘工作的法國總領事納迪諾·德霍維提（Bernardino Drovetti），是薩爾特和貝爾佐尼的同行競爭對手。
1827年，約翰·伽德納·威爾金遜（John Gardiner Wilkinson）獲委派為每個陵墓的入口繪畫，為各陵墓定下編號，這些編號由KV1至KV21。 這些圖畫及地圖後載於1830年出版的《底比斯地形圖及埃及的全面研究》（The Topography of Thebes and General Survey of Egypt）。與此同時，埃及學家詹姆士·柏頓（James Burton）探勘帝王谷，他的工作包括令KV17免受尼羅河氾濫的損害，但是使他更為有名的是進入KV5。
1829年法國遠征塔斯卡尼的時候，商博良與伊波利托·羅塞里尼（Ippolito Rosellini）及涅斯托耳·洛特（Nestor L'Hôte）來到帝王谷。這次的探索持續兩個月，他們研究了已打開的陵墓，並走進其中16個陵墓內加以研究。他們複製了陵墓裏的銘文，並辨識陵墓所葬的主人。在KV17，他們刮走了牆壁上的雕刻裝飾，那些裝飾現於巴黎羅浮宮展覽。
1845年至1846年期間，卡爾·理查德·萊普修斯的遠征隊對帝王谷進行研究，他們對帝王谷東谷的25座陵墓及西谷的4座陵墓加以探索及記錄。

## 旅遊
為了避免可能的破壞，帝王谷內的大部分墓穴並不對外開放，而總共18個開放的墓穴亦很少在同一時間開放，關閉墓穴通常是為了進行修復工作。參觀KV62的遊客為帝王谷帶來額外的收入。帝王谷西谷僅有第十八王朝法老阿伊的陵墓開放，遊客亦需另行購票方可進入參觀。現在導遊不再能在墓穴內為遊客講解，而遊客在參觀時亦要保持安靜，參觀時亦要以單程的路線團體進出，目的是為了減少參觀的時間及降低遊客對墓穴壁畫的損壞，另外，嚴禁在墓內拍照。
1997年，來自伊斯蘭集團的伊斯蘭武裝分子在附近的代爾巴哈里屠殺了58名遊客和4名埃及人。這導致該地區的旅遊業整體下降。
帝王谷每天平均能吸引4000至5000旅客，而當內河船可在尼羅河行駛的時候，遊客的數量可升至9000人左右，預期到了2015年更會升至25000人。

## 延伸閱讀
- John Romer, Valley of the Kings (Henry Holt, 1981) – Covers the history of the exploration of the Valley in chronological order.
- Nicholas Reeves and Richard H. Wilkinson, The Complete Valley of the Kings (1996, Thames and Hudson) – Details of all the major tombs, their discovery, art and architecture.
- Alberto Siliotti, Guide to the Valley of the Kings (Barnes and Noble, 1997) – A good introduction to the valley and surroundings.
- Kent R. Weeks, Araldo De Luca (photographs), Valley of the Kings  (Friedman/Fairfax, 2001) – Spectacular photography of the best tombs.
- C. N.  Reeves, Valley of the Kings: The Decline of a Royal Necropolis (Keegan Paul, 1990)
- Richard H. Wilkinson (ed.) Valley of the Sun Kings (University of Arizona Egyptian Expedition, 1994) chapters by archaeologists working in the valley from an international conference on the Valley of the Kings.